# Henry Draper-medaljen
Henry Drapermedaljen (engelska: Henry Draper Medal) är en utmärkelse inom astrofysik från den amerikanska National Academy of Sciences. Den är uppkallad efter Henry Draper.

## Pristagare
- 1886 Samuel Pierpont Langley
- 1888 Edward Charles Pickering
- 1890 Henry Augustus Rowland
- 1893 Hermann Carl Vogel
- 1899 James Edward Keeler
- 1901 William Huggins
- 1904 George Ellery Hale
- 1906 William Wallace Campbell
- 1910 Charles Greeley Abbot
- 1913 Henri-Alexandre Deslandres
- 1915 Joel Stebbins
- 1916 Albert A. Michelson
- 1918 Walter Sydney Adams
- 1919 Charles Fabry
- 1920 Alfred Fowler
- 1921 Pieter Zeeman
- 1922 Henry Norris Russell
- 1924 Arthur Stanley Eddington
- 1926 Harlow Shapley
- 1928 William Hammond Wright
- 1931 Annie Jump Cannon
- 1932 Vesto Slipher
- 1934 John Stanley Plaskett
- 1936 Charles E. Mees
- 1940 Robert Williams Wood
- 1942 Ira S. Bowen
- 1945 Paul Willard Merrill
- 1947 Hans Bethe
- 1949 Otto von Struve
- 1951 Bernard Ferdinand Lyot
- 1955 Hendrik Christoffel van de Hulst
- 1957 Horace Welcome Babcock
- 1960 Martin Schwarzschild
- 1963 Richard Tousey
- 1965 Martin Ryle
- 1968 Bengt Edlén
- 1971 Subrahmanyan Chandrasekhar
- 1974 Lyman Spitzer
- 1977 Arno Penzias och Robert Woodrow Wilson
- 1980 William Wilson Morgan
- 1985 Joseph Hooton Taylor
- 1989 Riccardo Giovanelli och Martha P. Haynes
- 1993 Ralph Alpher och Robert Herman
- 1997 Bohdan Paczyński
- 2001 R. Paul Butler och Geoffrey Marcy
- 2005 Charles L. Bennett
- 2009 Neil Gehrels
- 2013 William J. Borucki
- 2017 Barry Barish och Stanley E. Whitcomb